# 森口祐子
森口 祐子（もりぐち ゆうこ、本名関谷 祐子（※"森口"は旧姓）1955年4月13日 - ）は、日本の女子プロゴルファー。日本女子プロゴルフ協会会員。ゴールドウイン所属。   
富山県富山市出身。最終学歴富山県立富山女子高等学校卒業。公称身長160センチ、血液型A型。現在岐阜県瑞穂市在住。

## プロフィール
1975年にLPGA入会。1977年に未勝利ながらも賞金ランキング5位となり、同年日本プロスポーツ新人賞を受賞。翌1978年、ワールドレディスゴルフトーナメントでプロ初優勝を果たすと、日本女子プロゴルフ選手権大会を含む3勝をあげ、賞金ランキング3位となる。その後もコンスタントに勝ち星を積み上げていき、1981年、1982年、1991年には賞金ランキング2位となり（それぞれ岡本綾子、涂阿玉が賞金女王）一時代を築く。
1984年に所属コース岐阜関CCのメンバーだった医師と結婚。一男一女をもうけた後もコンスタントに勝利を積み重ね、通算41勝をマーク。通算獲得賞金額は6億335万6918円にのぼる。2006年現在、6名しかいないJLPGAツアー永久シード保持者の一人である。
2012年3月より岐阜県教育委員を務めている。同年、LPGAレジェンズチャンピオンシップ ルートインカップで優勝、史上初の公式戦4冠を達成。
2019年、日本プロゴルフ殿堂からプレーヤー部門で顕彰された。

## メディア出演
- NHK紅白歌合戦（NHK総合・ラジオ第1）
  - 第38回（1987年12月31日） - 審査員
  - 第41回（1990年12月31日） - 審査員